# سكة حديد مطار سوكارنو هاتا
سكة حديد مطار سوكارنو هاتا (بالإندونيسية: Rute KA Bandara Soekarno–Hatta) هي خدمة ربط سكة حديد المطار مع منطقة جاكرتا العاصمة إندونيسيا. تم بناء خط سكة حديد المطار لخفض وقت السفر من وسط مدينة جاكرتا إلى مطار سوكارنو هاتا الدولي، حيث تتأثر الطرق التي تربط مطار سوكارنو هاتا الدولي ووسط مدينة جاكرتا كثيرًا بازدحام حركة المرور.
تعمل خدمة الركاب في الوقت الحاضر بين محطة شيا ومحطة مانجاراي للسكك الحديدية، بينما لا تزال الخدمة السريعة في مرحلة التخطيط. يعد سكة حديد مطار سوكارنو هاتا ثاني خط سكة حديد للمطار في إندونيسيا يربط الركاب بين وسط المدينة والمطار بعد سكة حديد مطار كوالينامو.

## خلفية
بحسب ما ورد، ظهرت فكرة تطوير نظام السكك الحديدية في المطارات في التسعينات. تم ترسيخ خطة المشروع رسميًافي عام 2011 بإصدار لائحة رئاسية: كبريس رقم 83 عام 2011 ، والتي كلفت شركتي أنغكاسا بورا الثانية وكيريتا أبي إندونيسيا بتنفيذ المشروع بشكل مشترك. عانى المشروع من انتكاسات طويلة بسبب مشكلة الاستيلاء على الأراضي المتنازع عليها لبناء مسار السكك الحديدية الجديد وكذلك تغييرات الخطة المتكررة. تم افتتاح خط السكة الحديد بين محطة شيا ومحطة سكك حديد مدينة بني في 26 ديسمبر 2017 وافتتح رسميًا في 2 يناير 2018.
في البداية تم التخطيط لهذا المشروع للاتصال فقط بين محطة مانغاراي في جنوب جاكرتا ومحطة شيا في تانقيرانغ. تم الإعلان عن توسعة للاتصال بمحطة جاكرتا كوتا في غرب جاكرتا في عام 2017، لكنها لم تعد تعمل اعتبارًا من مارس 2019. الخطة هي تشغيل خدمات جاكرتا كوتا عبر كامبونغ باندان ودوري على المسار الحالي.

## الطريق
كان هناك 24 كيلومترًا من خط القطار الحالي من محطة مانغاراي إلى محطة باتوسيبر، وتم بناء 12 كيلومترًا من المسار الجديد من باتوسيبر إلى محطة شيا، بخط ذهاب وعودة.
يمكن للركاب في الوقت الحالي ركوب القطار من محطات مانغاراي ومحطة سكك حديد مدينة بني ودوري وباتوسيبر وشيا إلى المطار. تم إنشاء محطتين جديدتين للسكك الحديدية هما شيا ومحطة سكك حديد مدينة بني، بينما تم تجديد المحطات الثلاث أخرى لخدمة ركاب المطار.
اعتبارًا من 19 يونيو 2018 تم تمديد عدد محدود من القطارات إلى محطة بيكاسي، التي تخدم بيكاسي في جاوة الغربية، وهي مدينة تابعة داخل جاكرتا الكبرى. ثم تم إيقاف خدمات بيكاسي في سبتمبر 2019.

## المحطات
محطات الذهاب إلى مطار سوكارنو هاتا الدولي هي:
- محطة بيكاسي (توقف في سبتمبر 2019).
- محطة مانغاراي.
- محطة سكك حديد مدينة بني.
- محطة دوري.
- محطة باتوسيبر.
- محطة شيا.

عندما كانت محطة مانغاراي لا تزال قيد التجديد، تم استخدام محطة مدينة بني كمحطة مؤقتة لوسط المدينة. في محطة مانغاراي توجد بوابة دخول منفصلة لقطار المطار، ويعمل القطار من الخط 9 والخط 10.